# Valent (usurpador)
Valent (en llatí Valens) va ser un dels Trenta tirans mencionats per Trebel·li Pol·lió a la Història Augusta.
Pol·lió diu que era oncle o besoncle de Valent Tessalònic, i s'hauria revoltat a Il·líria durant el regnat de Gal·liè. Hauria estat assassinat pels seus propis soldats al cap de poc temps. És possible que es tracti de Juli Valent Licinià, que va usurpar el tron a Roma, durant l'absència de l'emperador Deci (en guerra contra els gots) el 250, però que va ser ràpidament executat.